# 海南民系
海南民系，习惯上多称为海南人（海南白话字：Hái-nâm-nâng），又稱海南闽民系、琼文民系、琼州民系，是指以海南閩語為母語的漢族民系及其後代，主要聚居于海南島的東北部和東南部的沿海地區，海外移民如东南亚亦有分布。除海南閩人之外，海南島境內也有其他漢族民系如粵民系儋州人及臨高人聚居，以及黎族、苗族、瑶族、壯族、回辉人等少數民族聚居。

## 分布

### 海南岛
海南岛是海南闽语族群的發源地，海南島多数居民以海南閩語為母語。中國境內有超過500萬人使用海南話並作為第一語言。

### 泰国
除了海南岛之外，亦有150万海南闽民系人口居住在泰国，是海外瓊文民系人口最多的国家。 著名的海南裔泰国人包括前泰国总理乃朴·沙拉信、副總理泡·沙拉信和财政部长黃聞波。

### 新加坡
根据新加坡2010年人口普查所得数据，新加坡有177,541人的祖籍為海南岛，包括但不限於海南閩民系的移民後代。

## 歷史
自海南島在西漢設立郡縣管治以後，便有漢人移居海南，但人數不多。早期移民海南者多是來自今两广地区的農民和漁民。
從宋朝起，闽南人和兴化人也开始往海南島移民，使得島上的漢族人口激增。現今海南人的祖先多有源自闽南、莆田，以及两广者。
南下雷州半島和海南島的漢族民系與當地原住民融合後形成了今日的雷州民系和海南閩民系，兩者在文化和語言上有不少相似性。而儋州民系主要是廣府移民的後代，擁有相對不同的文化風俗和語言。
海南島也是近代東南亞地區华人的重要移民來源地之一，他們主要從事飲食業和旅館業。

## 文化

### 語言
海南閩民系的母語是海南話，為閩語分支。海南話与泉漳話有一定歷史淵源，昔日曾長期被當作閩南語的方言。
現代的海南語與泉漳闽南语有很大的差異，因此海南話現今歸屬於閩語的瓊雷話而非閩南語。

### 藝術

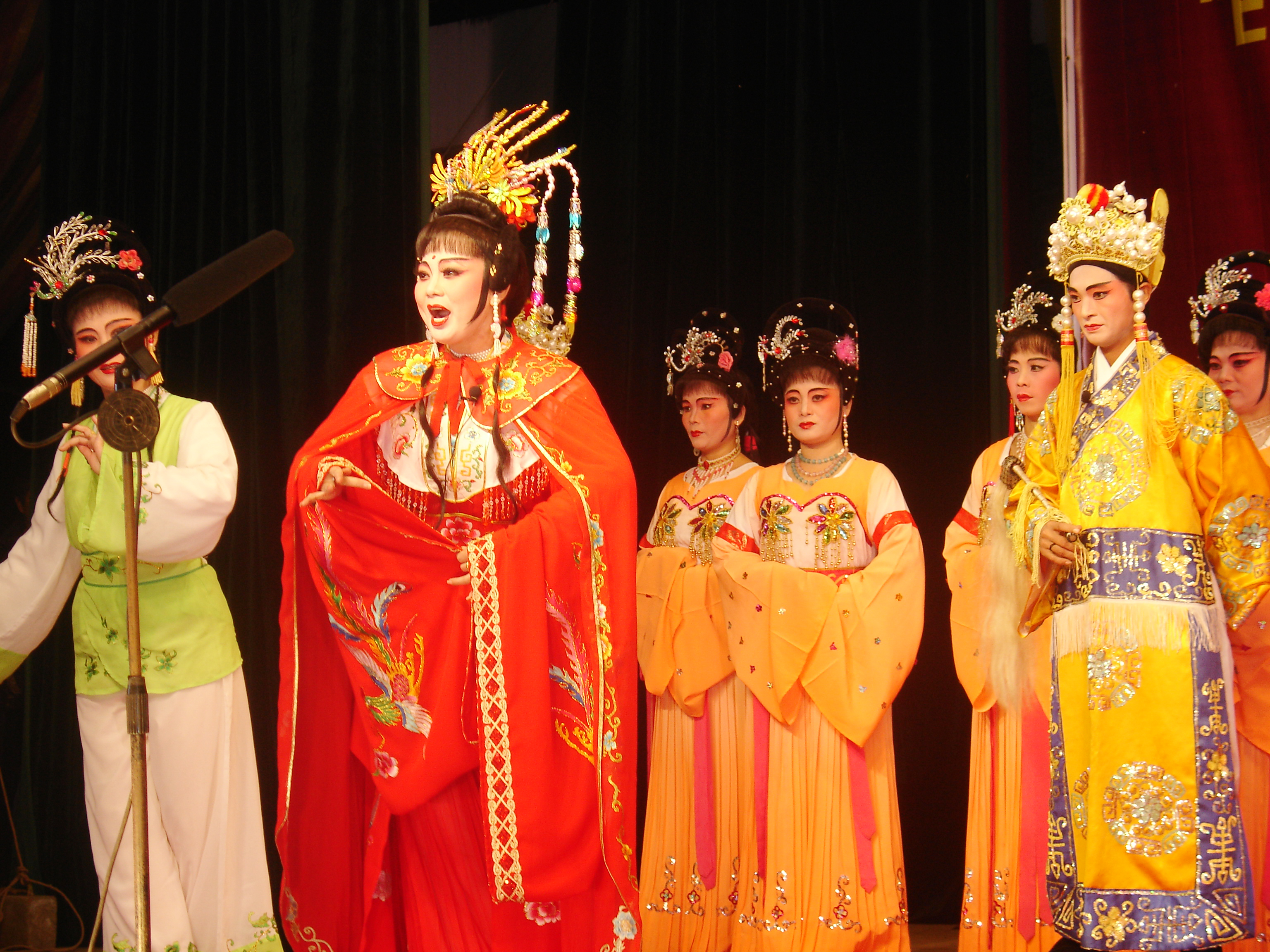
瓊劇表演

- 瓊劇（瓊州劇、海南戲）[3]

- 海南八音

### 飲食

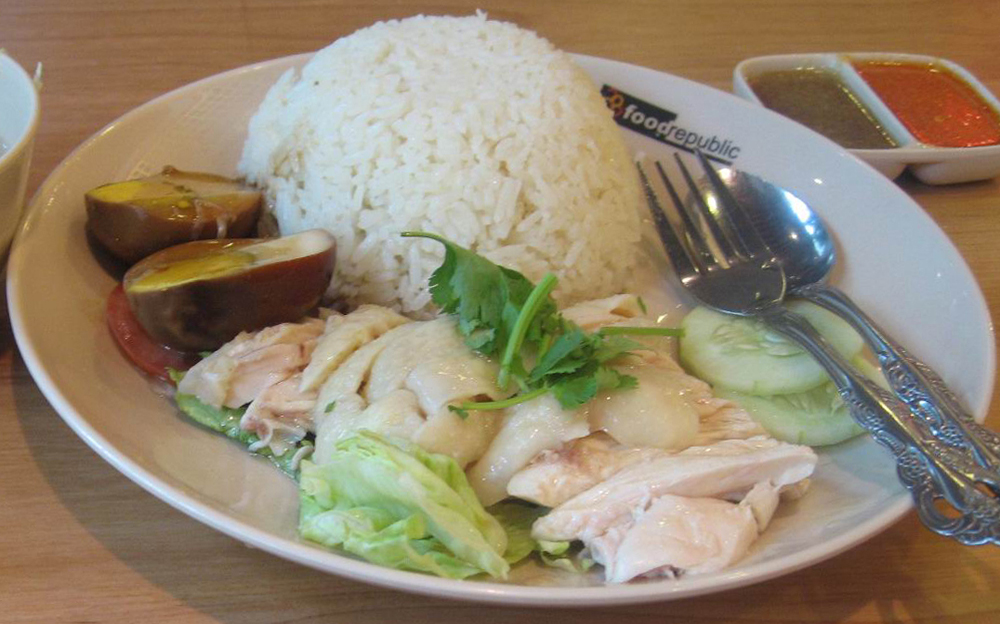
海南雞飯

海南闽民系有名的菜餚包括海南雞飯、文昌雞、加积鸭、東山羊、和乐蟹及牛肉麵。